# Sloupová kaplička (Chaloupky)
Sloupová kaplička je římskokatolická sloupová kaplička v Chaloupkách, luční enklávě Pece pod Sněžkou, při cestě z Pece do Zeleného dolu v Královéhradeckém kraji.

## Historie
Sloupová kaplička se svatým obrázkem byla postavena místními chalupníky roku 1834. Pro Chaloupky se nejméně 300 let používal název Abrahámovy domky podle zakladatele této luční enklávy. V roce 2004 byla poškozená kaplička opravena a výtvarník Zdeněk Petira do ní namaloval deskový obraz s výjevem Abraháma k připomenutí zakladatele luční enklávy. Kaplička je doplněna ocelovou sochou poutníka od kováře Libora Hurdy.

## Bohoslužby
Bohoslužby se v kapli nekonají.